# 中华人民共和国建筑工程部
中华人民共和国建筑工程部是中华人民共和国建国初到1970年设立的一个国务院组成部门，主管建筑工程等工作；各省市设建筑工程局，归建筑工程部领导。

## 历史沿革
建筑工程部的前身是中央财政经济委员会总建筑处，主任宋裕和。为第一个五年计划做准备， 拟成立建筑工程部。1952年7月2日，中财委总建筑处召开第一次全国建筑工程会议，会议讨论了建筑工程的发展方针、组织领导与任务等问题。1952年8月7日，中央人民政府委员会第十七次会议通过《关于调整中央人民政府机构的决议》，决定成立中央人民政府建筑工程部，任命周荣鑫、宋裕和为副部长。8月24日正式办公。建筑工程部隶属于中央财政经济委员会。1952年11月15日中央人民政府委员会第19次会议,把基本建设放在首要地位，任命陈正人为建筑工程部部长，万里任副部长。8月28日，中国人民解放军第37军受建筑工程部领导。1953年1月，37军番号撤销，原37军司令部合并到建筑工程部。 
1954年8月，由于撤消大区机构，原东北、华北行政委员会建筑工程局正式由建筑工程部接管,分别改称“中央人民政府建筑工程部东北工程管理局”及“中央人民政府建筑工程部华北工程管理局”,其他各大区建筑工程局也陆续接管。刘秀峰调任建工部代部长、党组书记。
1954年9月28日，第一届全国人民代表大会第一次会议任命刘秀峰为中华人民共和国建筑工程部部长。
1955年4月7日，国务院总理周恩来提请将城市建设局从建筑工程部划拨出来，成立直接隶属于国务院的国家城市建设总局。1956年5月12日全国人大常委会第四十次会议通过《关于调整国务院所属组织机构的决定》，决定设立城市建设部。
1958年2月11日，第一届全国人民代表大会第五次会议决定将中华人民共和国建筑材料工业部、中华人民共和国建筑工程部和中华人民共和国城市建设部合并成为中华人民共和国建筑工程部。同时国家建设委员会被撤销。其工作的一部分交由建筑工程部管理。
1958年10月12日，国家基本建设委员会成立。
1964年8月5日建工部四清运动基本结束，中央宣布免除刘秀峰的部长及党组书记职务。1964年11月5日任命李人俊为建筑工程部部长。“三五”期间，将着力西南、西北的三线建设。为此，1965年在成都、重庆、渡口、贵阳、西安、龙凤、兰州、北京等地重新组建了8个工程局。1965年2月26日，中央、国务院决定成立西南建设委员会。
1965年3月31日全国人民代表大会常务委员会决定将中华人民共和国建筑工程部分为中华人民共和国建筑工程部和中华人民共和国建筑材料工业部。同时任命刘裕民为中华人民共和国建筑工程部部长，赖际发为中华人民共和国建筑材料工业部部长。 免去李人俊的中华人民共和国建筑工程部部长的职务。
1970年6月22日，中共中央批准《关于国务院各部门设立党的核心小组和革命委员会的请示报告》，决定国家建委、建筑工程部、建筑材料工业部、中共中央基建政治部合并，成立国家基本建设革命委员会，下设建工局。
1979年2月15日中国建筑工程公司成立。1979年3月12日国务院发出成立国家建筑工程总局和国家城市建设总局的通知。国家建工总局局长、党组书记肖桐，副局长阎子祥、袁镜身 。

## 历任部长
1. 刘秀峰
2. 李人俊
3. 孙敬文（代部长）
4. 刘裕民

## 组织结构
建筑工程部下曾经先后设立过：
- 材料总局
- 设计总局：局长潘纪文
- 施工管理局
- 机械施工管理(总)局
- 建筑机械管理局
- 供应运输局
- 技术情报局
- 城市建设局
- 科学技术局
- 教育局
- 计划统计司
- 劳动工资司
- 建筑科学研究院
- 建筑材料科学研究院
- 综合勘察院
- 给水排水设计院
- 水泥研究院
- 玻璃陶瓷研究院
- 非金属矿工业管理局
- 玻璃陶瓷工业管理局
- 新材料及地方建筑材料工业管理局
- 直属工程公司：1954年1月在第一汽车制造厂工地的施工队伍组建。1956年，华北直属第二建筑工程公司一工区、建工部直属工程公司103工区和中国人民解放军建筑工程第2师四团合并，组建成建工部华北工程总公司二处（在包头）。
- 第二工程局：1958年在包头由建工部华北工程总公司改称。
- 第三工程局：1965年在渡口市
- 第四工程局：1966年在遵义市
- 第六工程局：
- 华北工程管理局
- 西南工程管理局